# Tottori
Tottori (鳥取市, Tottori-shi) és una ciutat del Japó, capital de la prefectura de Tottori, a la regió de Chūgoku. És un port i centre comercial al sud-oest de l'illa de Honshu.
La ciutat va ser fundada l'1 d'octubre de 1889. Gran part de la ciutat fou destruïda pel Terratrèmol de 1943, on van morir 1.000 persones. El 2004 el territori de la ciutat s'incrementà per la fusió de diverses municipalitats.
La ciutat és coneguda al Japó per posseir unes dunes de sorra que són una atracció turística popular. Altres atraccions són les ruïnes del Castell Tottori, als afores, i el festival de Shan-shan.

## Ciutats agermanades
- Kushiro, Hokkaido, Japó
- Himeji, Hyōgo, Japó
- Iwakuni, Yamaguchi, Japó
- Hanau, Alemanya
- Cheongju, Corea del Sud